# Stroitel (Belgorod)
Stroitel (russisch Строитель) ist eine Stadt in der Oblast Belgorod (Russland) mit 23.933 Einwohnern (Stand 14. Oktober 2010).

## Geografie
Die Stadt liegt etwa 20 km nordwestlich der Oblasthauptstadt Belgorod im Gebiet östlich (links) der Worskla, eines linken Nebenflusses des Dnepr.
Stroitel ist Verwaltungszentrum des Rajons Jakowlewo.

## Geschichte
Stroitel entstand ab 1958 im Zusammenhang mit der Erschließung der Eisenerzlagerstätten der Kursker Magnetanomalie und der Planung des Tagebaus Jakowlewo. Der Name bedeutet im Russischen pathetisch Erbauer, andererseits auch einfach Bauarbeiter.
1960 wurde der Status einer Siedlung städtischen Typs und 2000 das Stadtrecht verliehen.

### Bevölkerungsentwicklung
| Jahr | Einwohner |
| ---- | --------- |
| 1970 | 3.924     |
| 1979 | 9.895     |
| 1989 | 14.271    |
| 2002 | 18.400    |
| 2010 | 23.933    |

Anmerkung: Volkszählungsdaten

## Kultur und Sehenswürdigkeiten
Im Dorf Krjukowo des Rajons ist die Gottesmutter-Geburts-Kirche (Рождествено-Богородицкая церковь/Roschdestweno-Bogorodizkaja zerkow), in Tomarowka die Kirche der Ikone der Gottesmutter von Kasan, kurz Kasaner Kirche (Казанская церковь/Kasanskaja zerkow) und in Puschkarnoje die Mariä-Himmelfahrts-Kirche (Успенская церковь/Uspenskaja zerkow) erhalten.
In der Siedlung Jakowlewo befindet sich ein Memorialmuseum der Schlacht am Kursker Bogen, im Dorf Alexejewka ein Museum für den dort geborenen Theaterschauspieler Michail Schtschepkin (1788–1863), einen der Begründer der russischen Schauspielschule.

## Wirtschaft
Die Wirtschaft von Stroitel als industrieller Satellitenstadt Belgorods wird von Betrieben der Bau- und Baumaterialienwirtschaft bestimmt.
Im Rajon befindet sich der Eisenerztagebau Jakowlewo (Jakowlewski rudnik).
Die Stadt ist Endpunkt einer 22 Kilometer langen Eisenbahnstrecke, die bei der Station Tomarowka von der Strecke Belgorod–Sumy (Ukraine) abzweigt (nur Güterverkehr); nächstgelegene Personenverkehrsstation ist Saschnoje gut zehn Kilometer nordöstlich an der Strecke Moskau–Kursk–Charkiw.
Die Fernstraße M2 Moskau–Kursk–Belgorod–ukrainische Grenze und weiter nach Charkiw (Teil der Europastraße 105) führt östlich an Stroitel vorbei.